# Naked garden
『naked garden』（ネイキッド・ガーデン）は、ChouChoの1作目のアコースティック・アルバム。2019年11月27日にLantisから発売された。

## 概要
自身初となるアコースティックアルバム。
タイトルは、2017年より定期的に開催しているアコースティックライブ・シリーズに由来する。
自身のシングル表題曲のアコースティックアレンジでセルフカヴァー、他のアーティストのカヴァー、書き下ろしの新曲「リコリス」を含む全10曲が収録されている。対象店舗で購入すると、ChouCho Acoustic Live「naked garden vol.9」よりライブ音源2曲を収録した特典CDが先着順にプレゼントされた。
本作の製作について、ChouChoは「アコースティックライブ自体が、私の歌声をシンプルに届けるというコンセプトで始めたものなので、そこでの「飾らないものを見せる」という主軸と同じく、アルバムも過剰に飾り立てたりするのではなく、私の声や感情、想いをシンプルに届けることをテーマに作りました」と述べている。

## 収録曲
| 全編曲: 村山☆潤（2曲目はChouChoとの共同編曲）。 |                              |              |                      |       |
| #                                               | タイトル                     | 作詞         | 作曲                 | 時間  |
| 1.                                              | 「リコリス」                 | ChouCho      | ChouCho              | 4:38  |
| 2.                                              | 「カワルミライ」             | こだまさおり | 中山真斗             | 4:30  |
| 3.                                              | 「優しさの理由」             | こだまさおり | 宮崎誠               | 5:06  |
| 4.                                              | 「Snow halation」            | 畑亜貴       | 山田高弘             | 5:45  |
| 5.                                              | 「starlog」                  | 松井洋平     | 川本新               | 4:48  |
| 6.                                              | 「木蘭の涙」                 | 山田ひろし   | 柿沼清史             | 5:52  |
| 7.                                              | 「明日の君さえいればいい。」 | 松井洋平     | yuxuki waga（fhána） | 4:52  |
| 8.                                              | 「Agape」                    | 岡崎律子     | 岡崎律子             | 4:44  |
| 9.                                              | 「piece of youth」           | ChouCho      | 酒井陽一             | 5:41  |
| 10.                                             | 「searchlight」              | ChouCho      | ChouCho              | 5:46  |
| 合計時間:                                       | 合計時間:                    | 合計時間:    | 合計時間:            | 51:42 |

| #  | タイトル                                                                | 作詞 | 作曲・編曲 |
| -- | ----------------------------------------------------------------------- | ---- | ---------- |
| 1. | 「Authentic symphony」(ChouCho Acoustic Live「naked garden vol.9」より) |      |            |
| 2. | 「DreamRiser」(ChouCho Acoustic Live「naked garden vol.9」より)         |      |            |

## 楽曲解説
リコリス
本作で唯一の書き下ろしとなる新曲。ミュージック・ビデオも制作され、フルサイズ版がYoutubeで公開された。
本人曰く「これは私がある悲しい出来事に直面した時に感じた感情をそのまま表現した曲で、悲しいだけではなく、前を向いて歩いていくという希望が感じられる曲にしたいなと思いながら作りました。私はこれまで、曲を作るときは曲先でそれに合わせて歌詞を書いていたのですが、「リコリス」に関してはまず自分の想いを言葉にして、そこにメロディを乗せる作り方をしていて。なので、より自分の内側の部分をそのまま表現した、これまでにやったことのない新しい楽曲になりました」とのこと。
Snow halation
μ'sのカヴァー曲。
本人曰く「ライブでもリクエストをいただいて歌ったことがありまして。原曲はアップテンポでかわいらしい感じですけど、今回はアコースティックアレンジにするということで、まずテンポをどうするかいろいろ試していくうちに、遅いほうがいいんじゃないかということでこのテンポになりました。遅い方が歌う側としては難しさがあるんですけど、そうすることでひとつひとつの言葉が大事に聴こえますし、この曲のメロディの美しさ活きたものになって」とのこと。
木蓮の涙
スターダスト・レビューのカヴァー曲。
本人曰く「私の父親がスタレビ好きで、私もこの曲のことは子供の頃から知っていたのですが、大人になってからあらためてしっかりと聴いたときにものすごく感動したんです。曲の中にストーリーがあるし、（根本）要さんの歌がものすごく情感豊かで、自然と涙が出るような楽曲だと感じて。ライブで披露させていただいたときも、お客さんやスタッフから「すごくよかった」と言っていただけたので、これはぜひアルバムにも入れようということで選びました」とのこと。
Agape
メロキュアのカヴァー曲。
本人曰く「この曲はピアノのフレーズが要になっていると思うので、そのサウンド感は絶対に残したいなと思って。なのでアレンジに関しては、大きく崩したりはせずに表現しました。ワンコーラスが長くないところも素晴らしいなと思っていて。曲の構成も同じサビが何回も繰り返されるじゃないですか。でもメロディがいいので、いろいろ盛らなくてもこんなにシンプルにドラマを作れるんだなと思って。本当に素晴らしい曲だと思います」とのこと。